# Alfons Karpiński
Alfons Karpiński (Rozwadów, 1875. február 20. – Krakkó, 1961. június 6.) lengyel festő. Női portrékat, tájképeket és csendéleteket festett. Munkássága a 20. századi lengyel festészet tradicionalista és dekoratív irányzataihoz kapcsolódik.

## Élete
1875-ben született a Tarnobrzeg melletti Rozwadówban, egyike volt a megyei bíró hat gyermekének. Édesapja nyugdíjba vonulása után Krakkóba költözött, és  1891 és 1895 között a Krakkói Képzőművészeti Akadémián tanult Leon Wyczółkowski irányításával. 1903-tól Münchenben folytatta a Müncheni Képzőművészeti Akadémián Anton Ažbe vezetésével.  1904-től 1907-ig a Bécsi Képzőművészeti Akadémia, 1908-tól 1912-ig a párizsi Colarossi Akadémián hallgatója volt.
A századfordulón a krakkói Zielony Balonik művészeti-irodalmi kabaré munkatársa lett. 1910-től vett részt a bécsi szecesszióban, tagja volt a Sztuka (Művészet) Lengyel Művészek Társaságának. Az első világháború alatt az osztrák hadseregben szolgált, és könnyebben megsebesült. Ezt követően 1917-ig hadnagyként a krakkói Katonai Parancsnokság hadisírosztályán szolgált. Számos festményt és akvarellt készített katonai temetőkkel kapcsolatban. A háború után feleségül vette Władysława Chmielarczyków-ot. 1922-ben visszatért Párizsba, hogy az Akadémián folytassa a tanulmányait. 1926-ban egy ideig Olaszországban élt. Később végleg Krakkóban telepedett le. A második világháború után is aktív maradt, és 1961-ben halt meg.

### Kiállítások
Az először 1899-ben vett részt kiállításon a krakkói Képzőművészeti Baráti Társasággal. 1903-ban és 1905-ben hasonló lembergi és varsói szervezetek mutatták be a képeit csoportos kiállításokon. Az 1930-as években a varsói Művészeti Propaganda Intézetben láthatták a festményeit.
Egyéni kiállításai voltak Krakkóban (1911, 1926, 1929, 1930, 1931, 1949, 1958) és Lembergben (1920, 1926, 1937). 1928-ban és 1939-ben a brüsszeli Beaux-Artban is szerepelt, nemzetközi kiállításon vett részt New Yorkban.

## Fordítás
- Ez a szócikk részben vagy egészben  az   Alfons Karpiński című angol Wikipédia-szócikk ezen változatának fordításán alapul.  Az eredeti cikk szerkesztőit annak laptörténete sorolja fel. Ez a jelzés csupán a megfogalmazás eredetét és a szerzői jogokat jelzi, nem szolgál a cikkben szereplő információk forrásmegjelöléseként.